# 陶营镇 (邓州市)
陶营乡，是中华人民共和国河南省南阳市邓州市下辖的一个乡镇级行政单位。

## 行政区划
陶营乡下辖以下地区：
卢岗村、上岗村、胡营村、徐楼村、王良村、朱西村、翟营村、高李村、马场村、西陈庄村、大单营村、刘庄村、戴营村、傅河村、任营村、肖坡村、张寨村和西张寨村。